# Diversifiering
Diversifiering är att sträva efter att arbeta med flera olika produkter/lösningar för att nå sitt mål, ofta lönsamhet av investering. Det är en metod för minimering av risk, metoden är robustare än redundans och kan tillämpas inom olika områden såsom ekonomi samt utformning av mekaniska och elektriska system.

## Diversifiering inom ekonomi
Inom ekonomi innebär diversifiering att skapa en bredd inom en företagskoncern och därmed minska riskerna. En koncern som är en ensidig produktion diversifierar sig och skaffar fler produktionsområden. Nyttan av diversifiering är långtifrån klar; flera koncerner har diversifierat sig men senare gått tillbaka till sina kärnverksamheter. Kända exempel är fordonskoncernerna Volvo och Daimler-Benz som under 1980-talet diversifierade sig genom uppköp men under 1990-talet sålde av dessa dotterbolag då man fann att man var tvungen att koncentrera sig på kärnverksamheten.    

## Diversifiering av funktioner
Två system eller komponenter som utför samma funktion, men genom olika mekanismer (jmf. hängsle och livrem som båda håller uppe byxor, men på olika sätt) är exempel på diversifiering av funktioner.
Diversifiering beskrivs i SSMFS 2008:17 (Strålsäkerhetsmyndighetens föreskrifter om konstruktion och utförande av kärnkraftsreaktorer) som "två eller flera alternativa system eller komponenter som oberoende av varandra utför samma säkerhetsuppgifter men på principiellt olika sätt eller genom att ha olika egenskaper". Den finska myndigheten STUK ger i DIREKTIV YVL 2.0 / 1.7.2002 följande praktiska exempel på diversifieringar i funktionsprinciper "styrventiler som fungerar med elektricitet eller pneumatik och nödkylningssystem som fungerar passivt eller som är försedda med pumpar." Ett exempel på diversifiering av säkerhetssystemen på en cykel eller i en bil är att det finns både fot- och handbroms.